# كنيس حاييم كابوسي
معبد حاييم كابوسي، هو كنيس يهودي يختص بطائفة اليهود القرائين. يقع في 3 درب النصير بحارة اليهود في حي الموسكي بمدينة القاهرة في مصر. يُنسب إلى الحاخام حاييم كابوسي الذي توفي في مصر عام 1631. سجلته اللجنة الدائمة للآثار كأثر تاريخي في 24 مارس 1986.